# John A. Macdonald
John Alexander Macdonald (ur. 11 stycznia 1815 w Glasgow, zm. 6 czerwca 1891 w Ottawie) – pierwszy premier Kanady. Sprawował swój urząd dwukrotnie od 1 lipca 1867 do 5 listopada 1873 i po raz drugi od 17 października 1878 do 6 czerwca 1891. Macdonald należał do partii konserwatywnej. Z zawodu był prawnikiem.

## Życiorys
Urodzony w Szkocji, John Macdonald jako dziecko wraz z rodzicami przybył do Kanady w 1820. Został prawnikiem. Zasłynął ze swej brawurowej obrony uczestników rebelii z 1837 roku. Ożenił się ze swoją kuzynką Isabellą Clark i miał dwóch synów. Starszy zmarł w dzieciństwie, młodszy – Hugh John został później premierem Manitoby. Owdowiały w 1857 ponownie się ożenił w 1867 z Susan Agnes Bernard, z którą doczekał się córki Mary.
Macdonald zainteresował się polityką w 1843. W tym roku został wybrany do rady miejskiej Kingston. Rok później z ramienia partii konserwatywnej otrzymał mandat deputowanego do zgromadzenia legislacyjnego Prowincji Kanady. Dając się poznać jako wytrawny polityk, rozpoczął swą urzędniczą karierę jako minister skarbu Receiver General w administracji Williama Drapera. Funkcję tę utracił wraz z upadkiem rządów konserwatystów. Następne lata, podczas gdy administrację nad prowincją sprawowali liberałowie, poświęcił umacnianiu partii konserwatywnej, wysuwając się na pozycję jej lidera. W kolejnych wyborach powrócił do władzy wraz z koalicją liberalno-konserwatywną. Został ministrem sprawiedliwości w rządzie Allana MacNaba. Po kolejnych wyborach utwierdził swą pozycję obejmując funkcję premiera prowincji Kanady wraz z Étienne-Paschalem Taché, sprawując ją w latach 1856–1857. Mimo przegranej w wyborach z 1858 gubernator generalny Kanady mianował Cartiera i Macdonalda współrządzącymi premierami. Brak większości parlamentarnej doprowadził do ciągłej niestabilności rządu i trudności w prowadzeniu efektywnej polityki. Sytuacja ustabilizowała się wraz z utworzeniem Wielkiej Koalicji w 1864, do której weszli także liberałowie pod wodzą George Browna. Był to bardzo ważny krok na drodze do Konfederacji Kanady, która została ostatecznie zaakceptowana przez władze angielskie. 1 lipca 1867 Konfederacja stała się faktem. Macdonald został pierwszym premierem skonfederowanej Kanady, jednocześnie otrzymując szlachectwo z rąk królowej Wiktorii oraz Order Łaźni
Naczelnym dążeniem Macdonalda jako premiera było rozszerzenie zasięgu federacji. W tym celu zakupił ziemię od Hudson Bay Company za sumę 300 000 funtów szterlingów. Tereny te zostały włączone do federacji jako Terytoria Północno-Zachodnie, z których w 1870 została wydzielona prowincja Manitoba. W 1871 do federacji została dołączona kolejna prowincja – Kolumbia Brytyjska. W 1873 Wyspa Księcia Edwarda dołączyła do konfederacji. W 1873 Macdonald powołał Kanadyjską Królewską Policję Konną, która miała zaprowadzić porządek w zachodnich i północnych terytoriach Kanady. W 1873 Macdonald w atmosferze skandalu utracił fotel premiera. Oskarżony został o przyjmowanie łapówek przy nadawaniu kontraktów na budowę Kolei Transkanadyjskiej. Do rządów wrócił w roku 1878, sprawując je już nieprzerwanie do swej śmierci w 1891.
Macdonald uznawany jest za bohatera narodowego Kanady i jednego z Ojców Konfederacji. Znany był ze swego ekscentrycznego trybu życia. Był także zaawansowanym alkoholikiem. Wielokrotnie uczestniczył w debatach parlamentarnych i pracach rządowych pod wpływem alkoholu.